# Serrivomer jesperseni
Serrivomer jesperseni är en fiskart som beskrevs av Bauchot-boutin, 1953. Serrivomer jesperseni ingår i släktet Serrivomer och familjen Serrivomeridae. Inga underarter finns listade i Catalogue of Life.